# Contia
Contia är ett släkte ormar i familjen snokar.  Släktet tillhör underfamiljen Dipsadinae som ibland listas som familj.
Vuxna exemplar är med en längd upp till 45 cm små ormar. De förekommer i västra Nordamerika. Habitatet utgörs av öppna skogar och områden med gräs. Individerna hittas ofta nära vattenansamlingar. Födan utgörs främst av snäckor. Honor lägger ägg.
Arter enligt The Reptile Database:
- Contia longicaudae
- Contia tenuis